# Världsmästerskapen i skidskytte 1975
De fjortonde världsmästerskapen i skidskytte  genomfördes 1975 i Antholz/Anterselva i Sydtyrolen i Italien.
.
Till och med 1983 anordnades världsmästerskap i skidskytte endast för herrar.

## Resultat

### Sprint herrar 10 km
| Placering | Åkare               | Land          |
| --------- | ------------------- | ------------- |
| 1.        | Nikolaj Kruglov     | Sovjetunionen |
| 2.        | Aleksandr Jelisarov | Sovjetunionen |
| 3.        | Claus Siebert       | Östtyskland   |

### Distans herrar 20 km
| Placering | Åkare           | Land          |
| --------- | --------------- | ------------- |
| 1.        | Heikki Ikola    | Finland       |
| 2.        | Nikolaj Kruglov | Sovjetunionen |
| 3.        | Esko Saira      | Finland       |

### Stafett herrar 4 x 7,5 km
| Placering | Land          | Åkare                                                                       |
| --------- | ------------- | --------------------------------------------------------------------------- |
| 1.        | Finland       | Carl-Henrik Flöjt, Simo Halonen, Juhani Suutarinen, Heikki Ikola            |
| 2.        | Sovjetunionen | Aleksandr Tichonov, Aleksandr Jelisarov, Aleksandr Usjakov, Nikolaj Kruglov |
| 3.        | Polen         | Jan Szpunar, Andrzej Rapacz, Ludwik Zieba, Wojciech Truchan                 |

## Medaljfördelning
| Plats | Land          | Guld | Silver | Brons | Totalt |
| ----- | ------------- | ---- | ------ | ----- | ------ |
| 1     | Finland       | 2    | 0      | 1     | 3      |
| 2     | Sovjetunionen | 1    | 3      | 0     | 4      |
| 3     | Östtyskland   | 0    | 0      | 1     | 1      |
| 3     | Polen         | 0    | 0      | 1     | 1      |